# Gai Cecili Cornut
Gai Cecili Cornut (en llatí: Gaius Caecilius Cornutus) va ser un magistrat romà que va ser tribú de la plebs l'any 61 aC. Formava part de la gens Cecília, una família d'origen plebeu.
Ciceró el descriu com un home benintencionat i de caràcter semblant al de Cató el Censor, i que per això l'anomenaven Pseudo-Cató. L'any 57 aC era pretor, i va procurar activament el retorn de Ciceró de l'exili.